# Rosalie (Nebraska)
Rosalie és una població dels Estats Units a l'estat de Nebraska. Segons el cens del 2000 tenia 194 habitants.

## Demografia
Segons el cens del 2000, Rosalie tenia 194 habitants, 74 habitatges, i 52 famílies. La densitat de població era de 374,5 habitants per km².
Dels 74 habitatges en un 31,1% hi vivien nens de menys de 18 anys, en un 58,1% hi vivien parelles casades, en un 9,5% dones solteres, i en un 29,7% no eren unitats familiars. En el 27% dels habitatges hi vivien persones soles el 17,6% de les quals corresponia a persones de 65 anys o més que vivien soles. El nombre mitjà de persones vivint en cada habitatge era de 2,62 i el nombre mitjà de persones que vivien en cada família era de 3,25.
Per edats la població es repartia de la següent manera: un 30,9% tenia menys de 18 anys, un 5,7% entre 18 i 24, un 23,2% entre 25 i 44, un 18,6% de 45 a 60 i un 21,6% 65 anys o més.
L'edat mediana era de 37 anys. Per cada 100 dones de 18 o més anys hi havia 112,7 homes.
La renda mediana per habitatge era de 26.094 $ i la renda mediana per família de 30.625 $. Els homes tenien una renda mediana de 18.125 $ mentre que les dones 18.125 $. La renda per capita de la població era de 12.249 $. Aproximadament el 3,9% de les famílies i el 5,9% de la població estaven per davall del llindar de pobresa.

## Poblacions més properes
El següent diagrama mostra les poblacions més properes.